# 광주 월계동 장고분
광주 월계동 장고분(光州 月溪洞 長鼓墳)은 광주광역시 광산구 월계동에 있는 삼국시대의 고분군이다. 1994년 2월 18일 광주광역시의 기념물 제20호로 지정되었다. 무덤의 생김새가 장고와 닮은 전방후원형 고분이다. 13,850제곱미터의 부지에 장고분 2기가 놓여 있다.

## 개요
영산강 상류의 충적평야를 낀 낮은 구릉지대로 장구촌 마을에 있는 무덤이다.
앞이 네모나고, 뒤가 둥근 전방후원형 무덤으로 일제시대에 도굴되어 많은 부분이 유실되었다. 1, 2호 무덤 모두 널길(연도)이 있는 굴식돌방무덤(횡혈식석실묘)이며 돌방(현실) 벽은 할석을 이용하여 벽돌처럼 쌓았다. 출토유물은 금귀고리·쇠화살촉·토기조각과 원통형토기·나팔형토기·구멍있는 아가리큰항아리(유공광구호)·쇠손칼·토기조각·유리구슬과 적갈색 원통형 토기가 수습되었다.
월계동 무덤은 고대 무덤연구와 한·일(韓·日)관계사를 밝히는데 많은 자료를 제공해 주는 중요한 유적이다. 1997년에 현재와 같이 복원되었다.

## 발굴 경위
영산강의 지류를 낀 낮은 구릉지대에 2기의 장고분이 자리잡고 있었다. 이 일대는 1990년대 광주첨단과학산업단지로 조성을 앞두고 현지 보존을 위한 2차의 조사가 이루어졌다. 1993년 1차 조사는 시굴조사로서 장고분 2기의 범위를 파악해 보존구역이 결정되었고, 1995년 2차 조사에서는 두 장고분의 주구가 전면 발굴되었다.
발굴 결과 삼국시대인 5~6세기에 축조된 것으로 추정되며, 주검을 안치한 석실을 만들고 그 위에 봉분을 쌓았으며, 봉분 바깥에는 도랑을 둘러 팠다는 사실을 확인했다.

## 구조
만들어진 시기 : 청동기시대, 5세기경으로 추정

### 1호분
| 전체길이    | 45.3m          |
| 높이        | 2.8~6.1m       |
| 주호의 너비 | 5.5~14.2m      |
| 주호 길이   | 1.5m 내외      |
| 석실 규묘   | 4.5m×2.8m×2.4m |

### 2호분
| 전체길이    | 34.5m    |
| 높이        | 1.5~3.5m |
| 주호의 너비 | 4.5~8.5m |
| 주호 길이   | 1m 내외  |

## 출토 유물
출토 유물은 전남대학교박물관에 전시되어 있다.
- 돌방 내부 : 금귀고리 1점, 철제 화살촉 1점, 토기편
- 주호 : 적갈색 원통형 토기, 나팔형 토기, 유공광구호(有孔廣口壺) 등의 많은 토기[5]

## 평가
두 장고분 모두 석실 내부는 이미 도굴되어 약간의 유물만이 남아 있을 뿐이다. 그러나 이 유물들은 두 고분의 연대와 성격을 파악하는 데에 중요한 자료가 될 뿐만 아니라, 월계동 장고분은 일본 전방후원분의 기원과 관련하여 한일관계사를 밝히는 데 많은 자료를 제공하고 있다. 일본측은 장고분이 일본 최초의 통일국가인 야마토 시대가 4세기 후반에서 6세기까지 한반도 남부지방을 식민지로 지배했다는 임나일본본부설을 뒷받침해주는 중요한 근거라고 주장하지만, 한국측은 이것이 마한에서 철을 교역하던 일본 상인의 무덤일 것이라고 주장한다.

## 참고 자료
- 광주 월계동 장고분 - 국가유산청 국가유산포털